# Laimetsa
Laimetsa – wieś w Estonii, w prowincji Järva, w gminie Järva. Przed reformą administracyjną z 2017 roku należała do gminy Imavere.